# NEXT21 (新潟市)
NEXT21（ネクストにじゅういち）は、新潟県新潟市中央区にある超高層ビル。名称のNEXTは「NIIGATA EXCITING TOWER」の略である。萬代橋や朱鷺メッセ、新潟日報メディアシップなどと並び、新潟市のランドマーク的存在となっている。

## 概要
新潟市役所跡地等開発事業計画に基づき建設された複合ビルである。ビル内には新潟市民プラザ、事務所、飲食・物販の店舗、スポーツクラブ、銀行などが入居している。
柾谷小路と西堀通が交わる西堀交差点に面する。NEXT21が建つ場所にはもともと新潟奉行所→新潟県庁舎→新潟市役所が立地し、江戸時代から一貫して新潟の行政の中心地となっていたが、老朽化し手狭となったため1989年に市役所は学校町通に移転となった。中心街である古町地区の中心という立地であることから跡地は再開発されることになり、新潟交通など複数のJVがコンペティションで競った結果、住友生命保険が担当企業に選定された。日建設計と大成建設のJVによる設計・施工で1993年4月に躯体が竣工し、翌年5月にグランドオープンした。
建物は地上21階、地下3階建ての鉄骨造・一部鉄骨鉄筋コンクリート造・一部鉄筋コンクリート造である。高さは125メートルで地上19階部分に展望台がある。1990年代の新潟市で1番の高さを誇っていたが、2003年に竣工した万代島ビル（朱鷺メッセ）に抜かれ市内では2番目の高さである。1階と2階とを結ぶエスカレーターは螺旋状になっているほか、エレベーターの内部がガラス張りのシースルーエレベーターになっている。
2017年8月14日には中央区役所が入り、2020年にオープンした新潟大和跡地の再開発ビル「古町ルフル」と併せて行政の中心地としての機能復活が進んでいる。

## 施設

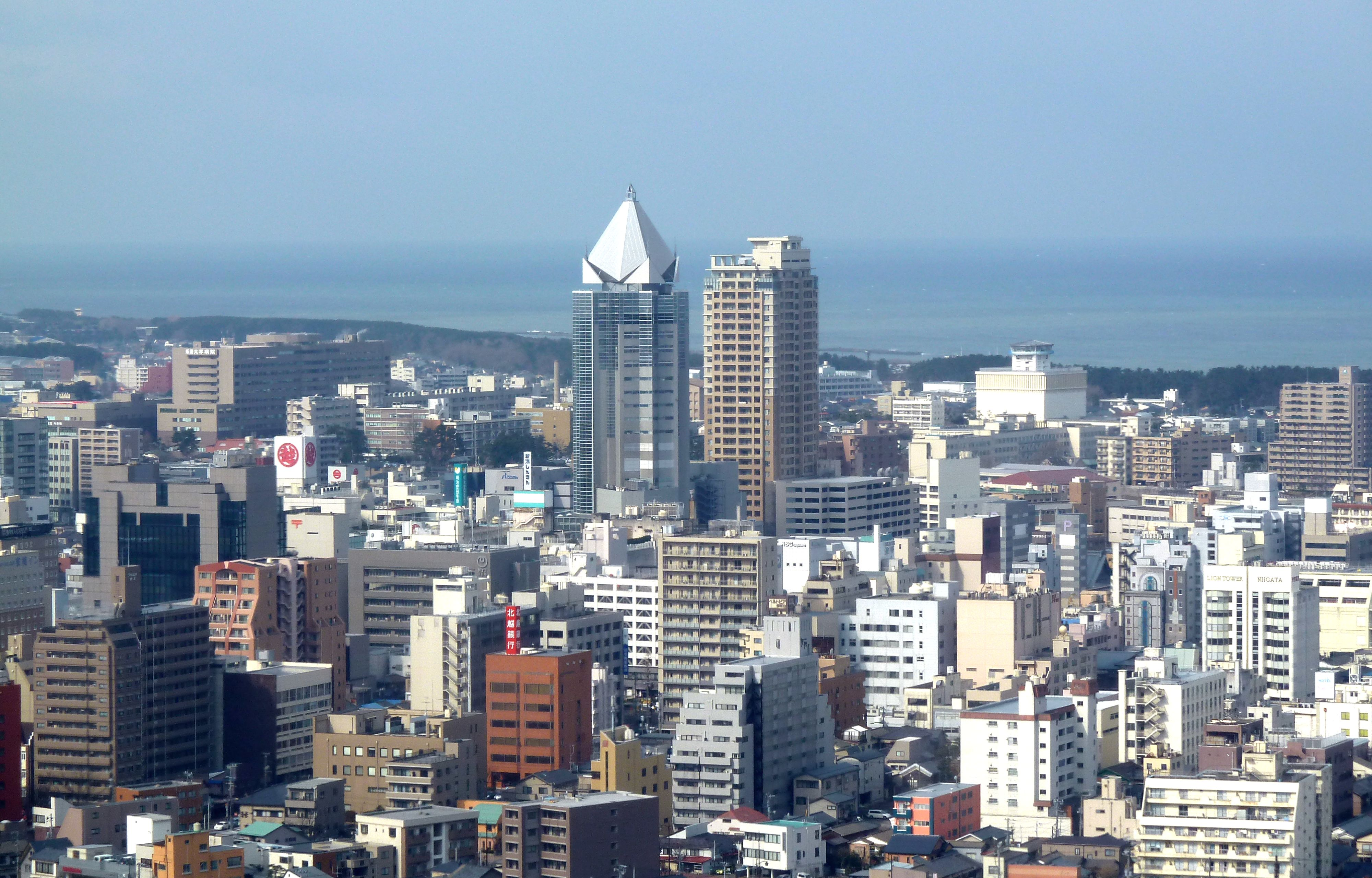
周辺風景
右隣の超高層ビルは2009年完成のグランドメゾン西堀通タワー。更にその右方向にある展望台のある白い四角の建物が日本海タワー

2 - 5階には中央区役所、6階には小規模の多目的ホールである「新潟市民プラザ」がある。11階 - 15階はオフィスフロア、16階 - 18階は飲食店街フロア、19階は展望ラウンジとなっている。
地下部は、地下街「西堀ローサ」と直結しており、更にこの地下街を通じて各施設と直結している。

### 展望フロア
19階（高さ101m）には原則的に一般開放されている入場無料の展望ラウンジがあり、古町エリアを中心に市内の繁華街を一望できる。
完成時から長らく北－東－南西方面に面した東側の大展望ラウンジと、北西－西方向に面した西側の小展望ラウンジの2つの展望ラウンジがあった。しかし、2013年に19階の結婚式場がオープンし、小展望ラウンジは結婚式場の専有部に組み込まれた。このため2013年以降は一般開放はされていない。
大展望ラウンジも結婚式場の会場として使用されることがあり、その際には式場利用者以外の19階への立ち入りは不可能となっていた。
19階、17階、16階の男性用トイレの北側の壁面はガラス張りになっているため、北西－北方面の風景を望むことが可能となっている。

### フロア構成
- 19階
  - 展望ラウンジ
- 18階 - 16階 飲食店街フロア
  - エスカイヤクラブ（18階）
  - 禅ZEN（16階）
- 15階〜11階 オフィスフロア
  - ノエビア（15階）
  - 日本ライフライン（15階）
  - RKコンサルティング（15階）
  - 綜合キャリアトラスト（15階）
  - ネオ・コーポレーション（14階）
  - ティーネットジャパン（14階）
  - 移動無線センター信越営業所（13階）
  - トランコム（13階）
  - 新潟IPC財団（新潟市 経済・国際部、公益財団法人新潟市産業振興財団）（12階）

（新潟市役所本庁舎の分館2棟の老朽化に伴い、経済・国際部および商工関連の外郭団体が入居する分庁舎機能が置かれている。）
  - 新潟雇用労働センター（12階）
  - 高齢・障害・求職者雇用支援機構（12階）
  - 藤田善六法律事務所（11階）
  - カメイ（11階）
  - 五頭（11階）
- 8階 - 6階
  - セントラルフィットネスクラブNEXT21
- 7階 - 6階
  - 新潟市民プラザ
- 5階 - 2階
  - 新潟市中央区役所[9]
    - 新潟市パスポートセンター(2階)
    - 運転免許センター古町出張所（3階）
    - まちなかほっとショップ(3階)
- 1階
  - 防災センター
  - みずほ信託銀行
  - 柾谷小路警備派出所
  - メディカル&ショップフロア
- 地下1階
  - 中央コンタクトレンズ

(以前は西堀のビルに所在したが、2017年8月に移店した)
- セブン-イレブン 新潟NEXT21店
- 地下2階 - 地下3階
  - タイムズNEXT21（駐車場。詳細は#交通アクセスで後述）

### 施設・テナントの変遷

#### 周辺
西堀ローサ・NEXT21連絡口(かつてのスターバックス付近)には綺麗にライトアップされた滝があり、季節により色が変化していたが、2011年の東日本大震災以来、節電の為停止している。
正面入口であるアトリウムにはオープン当初、タイムマシンと称した飛行船の様な物が吊り下げられ動いていたが早々に運用停止となり、現在では取外されている。
西堀ローサ経由で、2010年6月25日まで新潟大和（だいわ）の地下部と、2020年3月22日まで新潟三越の地下部とも直結していた。

#### 地下1階から4階
地上1階から4階には、かつてラフォーレ原宿・新潟が入っており、ファッション関係のブランドが多数出店していたが、2015年7月14日に撤退することが発表され、2016年1月31日に閉店した。また地下1階にはコメリ書房、スターバックスコーヒーがあったが、コメリ書房は2015年4月13日に、スターバックスはラフォーレ原宿と同じ2016年1月31日に、それぞれ閉店した。
ラフォーレ原宿・新潟が撤退して生じた空きテナントに、古町の活性化を目的として2017年8月に新潟市中央区役所が移転した。中央区役所の来庁者は1日約1600人で、区役所職員を合わせて古町の昼間人口は2000人増えた。これにより古町の飲食店を中心に客が増え、特に区役所向かいに建つ新潟三越では来客が1日あたり数百人規模で増えたと報道された。しかし、売上が低迷していた新潟三越にとって中央区役所移転の効果も状況を変えるには至らず、2018年9月に2020年で閉店することが発表され、2020年3月22日に閉店した。

#### 5階
かつては新潟市が古町地区に設けていた行政サービスの集積施設「なかなか古町」が所在し、土曜・休日も各種手続きやサービスを受け付けていた(現在は1階の防災センターが時間外窓口となっている)。「なかなか古町」は元々、大和新潟店の東館（新潟プラザビル）の2階に所在したが、同店閉店後の2011年7月1日に移転した。

#### 16階から18階
16から18階の飲食店街フロアではかつてはダイワエクシード系列の飲食店（やぐら茶屋・アジアンキッチン、等）が軒を連ねていたが、18階のエスカイヤクラブ以外は2013年頃を境に入れ替わった。16階で赤鶏御殿、17階で竹取御殿、18 - 19階では五十嵐邸 結が営業していたが、現在はいずれも閉店している。

## ビル周辺
- このビルに隣接するかたちで、商業施設と住宅が入居する29階建ての複合型超高層ビル、「グランドメゾン西堀通タワー[17]」の建設が進められ、2009年6月に竣工した。
- 新潟空港には航空法の制限表面のうち円錐表面や外部水平表面が設定されておらず[18]、万代島ビル (143m) とともに当ビルの高さ制限には影響がない。

## 交通アクセス
公共交通機関
新潟交通バス萬代橋ライン「古町」停留所から徒歩すぐ。
駐車場
地下2階 - 地下3階に「タイムズNEXT21」が設けられている（106台）。「くるまでふるまち」無料券利用可能。県の「おもいやり駐車場協力区画」が6台分あり、対象者は駐車料金の減免を受けることができる。
このほか西堀通を北に100メートルほど入った場所に西堀ローサ直結の市営西堀地下駐車場が所在し、区役所では来庁の際、こちらに駐車するよう案内している(来庁に伴う駐車料金の減免も、上記の「おもいやり駐車場協力区画」利用者を除いては市営西堀地下駐車場以外では受けられない)。
また、やや距離はあるものの東堀通六番町には第2駐車場も所在し、2019年現在はパラカの運営する「新潟市東堀第7駐車場」が「旧 NEXT21第2駐車場」として案内されている。
駐輪場
北側に市の「西堀通自転車駐車場」（約700台、無料）が設けられている。

## ギャラリー

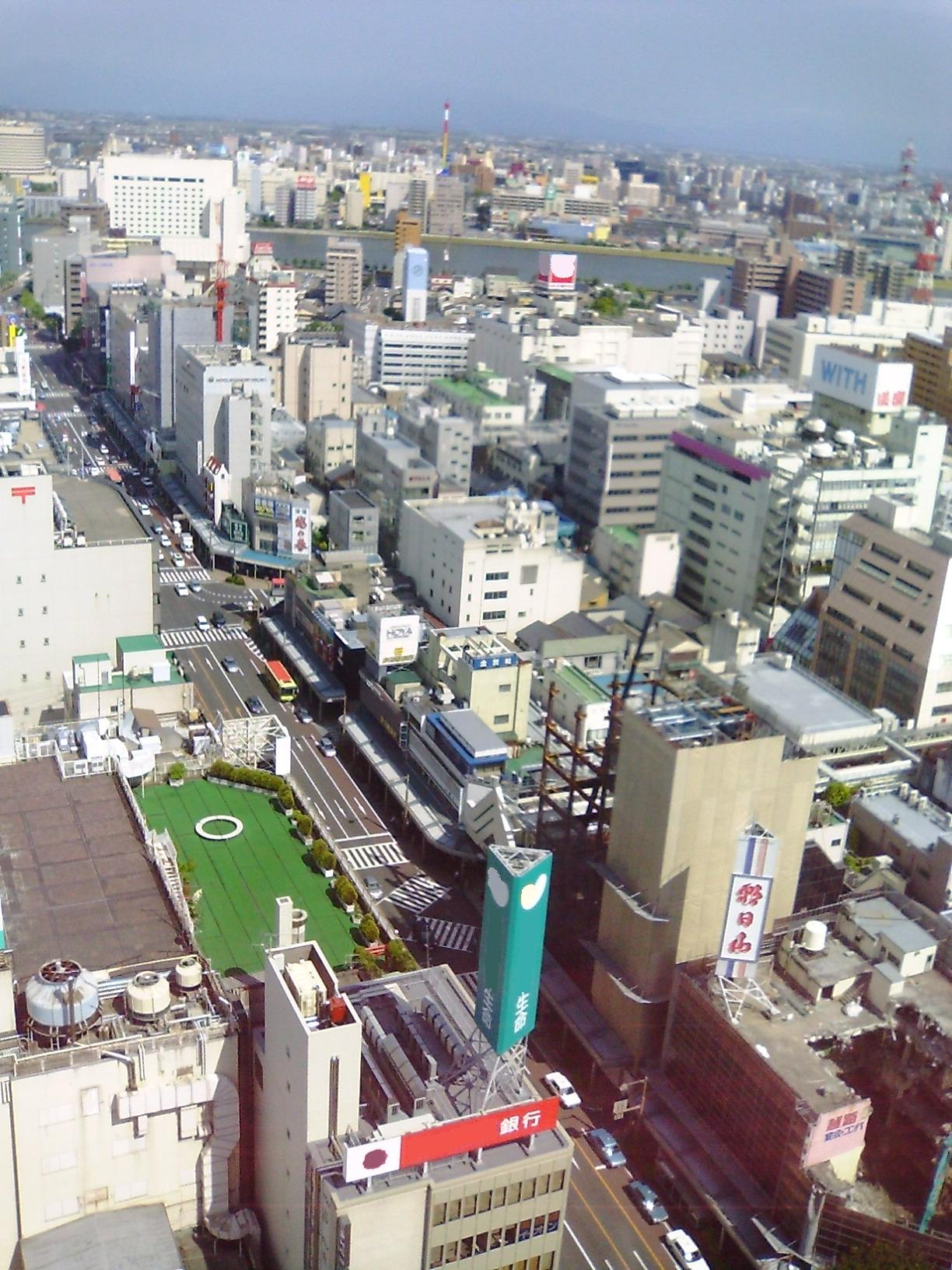
展望ラウンジからの眺め
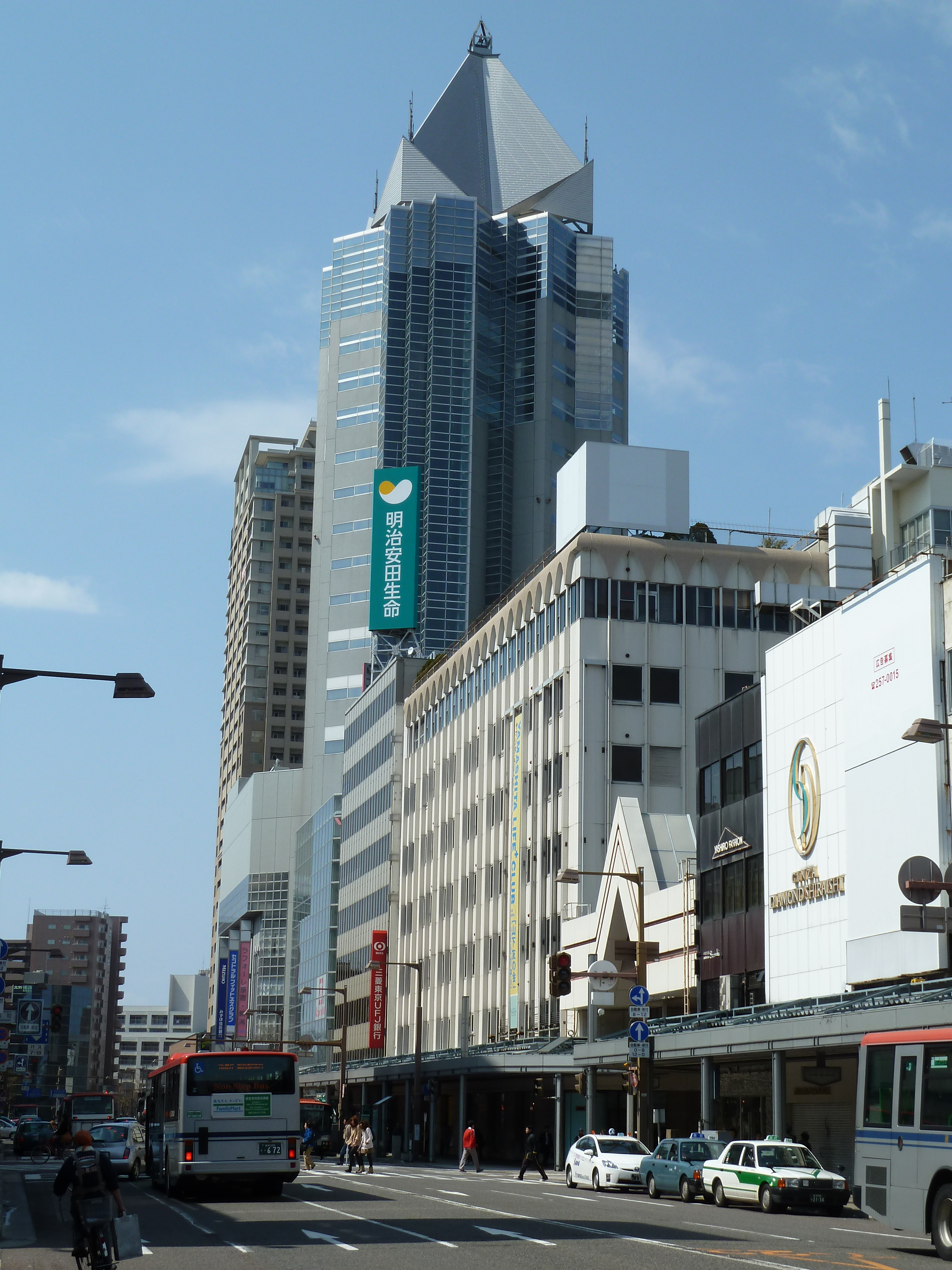
ビル周辺風景